# Prvenstvo Avstralije 1911
Prvenstvo Avstralije 1911 v tenisu.

## Moški posamično
Norman Brookes :  Horace Rice, 6–1, 6–2, 6–3

## Moške dvojice
Rodney Heath /  Randolph Lycett :  John Addison /  Norman Brookes, 6–2, 7–5, 6–0